# Carter Jones
Carter Jones (n. Maplewood, 27 de fevereiro de 1989) é um ciclista estadounidense retirado que foi profissional desde 2010 a 2016.
O 1 de julho de 2016 anunciou sua retirada do ciclismo depois de sete temporadas como profissional e com 27 anos de idade.

## Palmarés
2014
- Tour de Gila